# Северин Кафера
Северин Кафера, познат још и као Северин или пантомимичар Северин, био је један од пајаца и пантомимичара са почетка 20. века.

## Биографија
Северин је рођен у Ајачију, на Корзици, 1863. године. Радио је у Марсеју и у позориштима у Паризу. Описиван је као творца комплетног језика геста. Умро је 1930. године.